# Marañón (Hiszpania)
Marañón – gmina w Hiszpanii, w Nawarze, o powierzchni 5,77 km². W 2011 roku gmina liczyła 55 mieszkańców.